# Surcouf (frégate)
Pour les autres navires du même nom, voir Surcouf (navire).
La frégate Surcouf est le deuxième bâtiment de la classe La Fayette d'une série qui compte cinq unités de la Marine nationale française. Son indicatif visuel est F711. Lancée en 1993, elle est parrainée par la ville de Saint-Malo depuis le 20 mai 2000. Il s'agit d'une frégate légère furtive.

## Destination
Les frégates de type La Fayette ont été conçues principalement pour faire respecter les intérêts maritimes de l'État dans les espaces d'Outre-mer, mais elles peuvent aussi assurer d'autres missions telles que l'intégration à une force d'intervention, la protection du trafic maritime, l'accompagnement d'un groupe aéronaval, réaliser des missions spéciales ou humanitaires.
Au 13 novembre 2013, le navire était en préparation opérationnelle à Toulon.
En septembre 2017, le navire est équipé d'un sonar BlueWatcher de Thales,.

## Traversée de longue durée
Lors de sa traversée de longue durée (TLD) clôturant sa période d’essais et décidant de son admission au service, le Surcouf a eu l'occasion de faire des escales hors de son port d'armement. Son premier "fait d'armes" fut de donner le départ de la Route du Rhum en octobre 1994 au large de Saint-Malo, sa ville marraine. Ce départ prenait place dans le contexte de la campagne présidentielle française, le Premier ministre et futur candidat Édouard Balladur vint à Saint-Malo et embarqua pour donner le signal à partir du ferry Bretagne. Deuxième escale à Londres au début de 1995 pour montrer aux Britanniques le savoir-faire français dans le cadre du programme Horizon puis enfin escale à Indret et à Nantes.

## Missions
Fin 1995, le Surcouf a accompli une navigation en Atlantique Nord pour mettre au point le système de tranquillisation du bâtiment. Il fit escale à Reykjavik, Miquelon, Boston et Lisbonne.
En 2011 le navire participe à l'opération de sauvetage de Evelyn Colombo à la suite de la prise par des pirates somaliens du catamaran Tribal Kat dans le golfe d'Aden. C'est les marins du Surcouf qui, à la suite de l'analyse d'images d'embarcations somaliennes envoyées par l'hélicoptère Lynx embarqué, on pu identifer le skif sur lequel était l'otage.
En 2013, la frégate participe à l'opération Atalante et arrête 12 pirates présumés de concert avec un navire américain USS Halyburton. Ils sont transférés à l'Ile Maurice. Mais la cour intermédiaire les acquitte un an plus tard, le 6 novembre 2014.
Au 13 novembre 2013, le navire était en préparation opérationnelle à Toulon. 
À partir de mai 2015, le Surcouf rejoint la force opérationnelle combinée 150 pour quelques semaines.
Le 28 avril 2017, la frégate intercepte un boutre contenant 200 kg de drogue dans le cadre de son mandat pour la force opérationnelle combinée 150. Le 3 mai, une deuxième interception permet la saisie de 200 kg d’héroïne supplémentaires.
La frégate participe à la mission Jeanne d'Arc 2018. En compagnie d'une frégate italienne, le Federico Martinengo, elle mène le 12 décembre des exercices avec le patrouilleur chypriote Commodore Andreas Ionnades. Une manœuvre maritime très politique au moment où des tensions redoublent avec la Turquie.
Du 9 au 16 mai 2021, les bâtiments de la mission Jeanne d'Arc, le porte-hélicoptères amphibie Tonnerre et la frégate Surcouf, ont participé à l’exercice multinational ARC21.

## Galerie

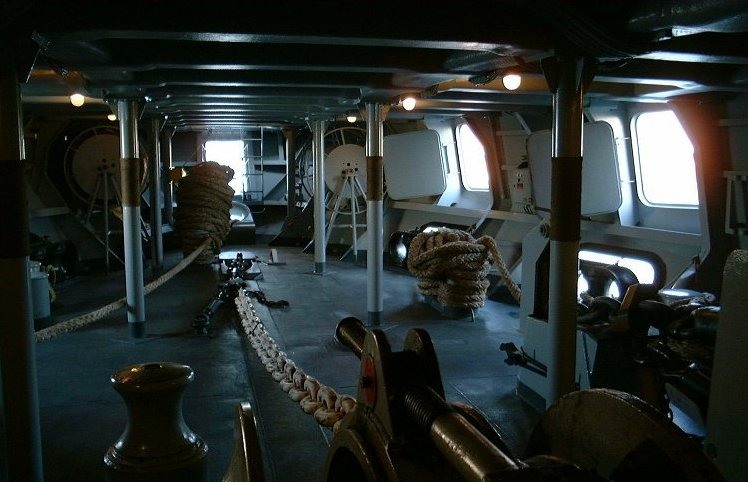
La plage avant de la frégate Surcouf en escale à Djibouti (8 décembre 1999)
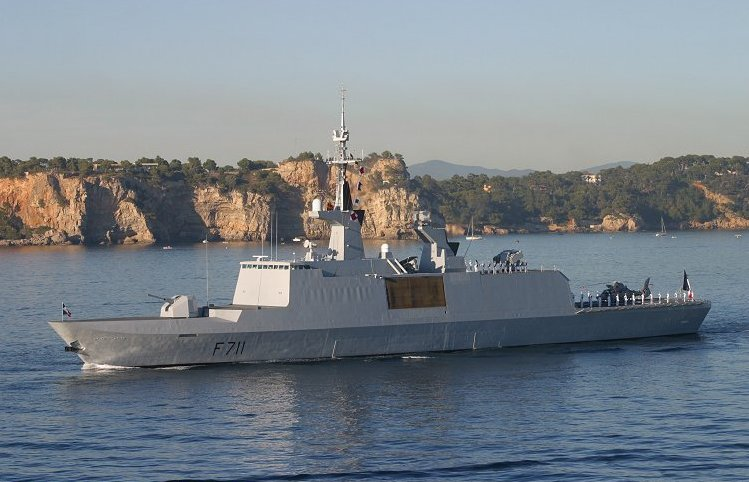
La frégate furtive Surcouf lors de la revue navale 2004 en rade de Toulon (15 août 2004)
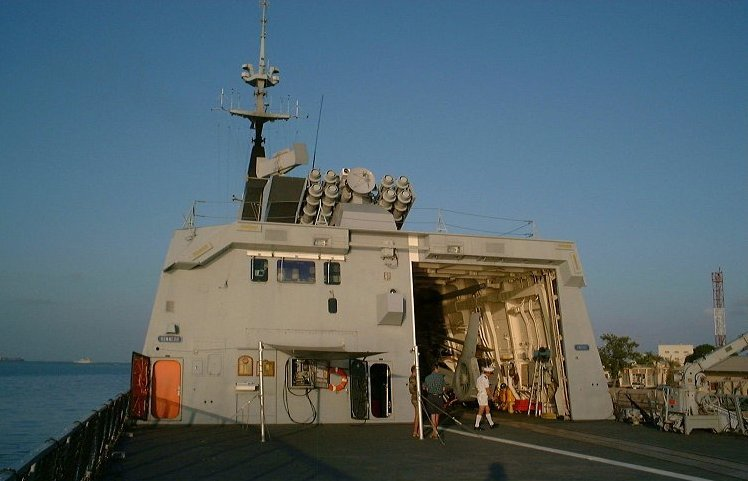
La plate forme hélicoptère de la frégate Surcouf, en escale à Djibouti (8 décembre 1999)
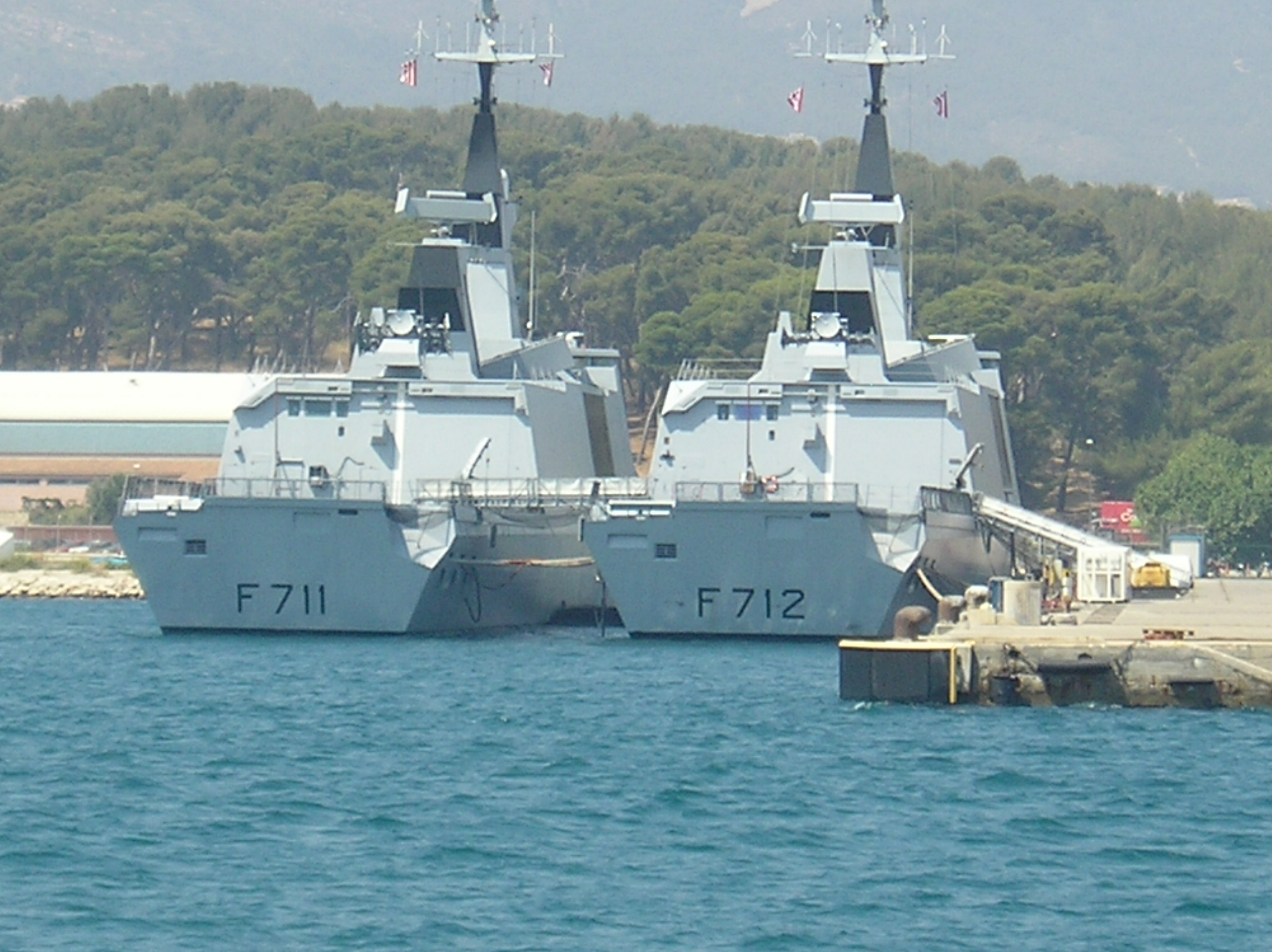
Frégates Surcouf et Courbet
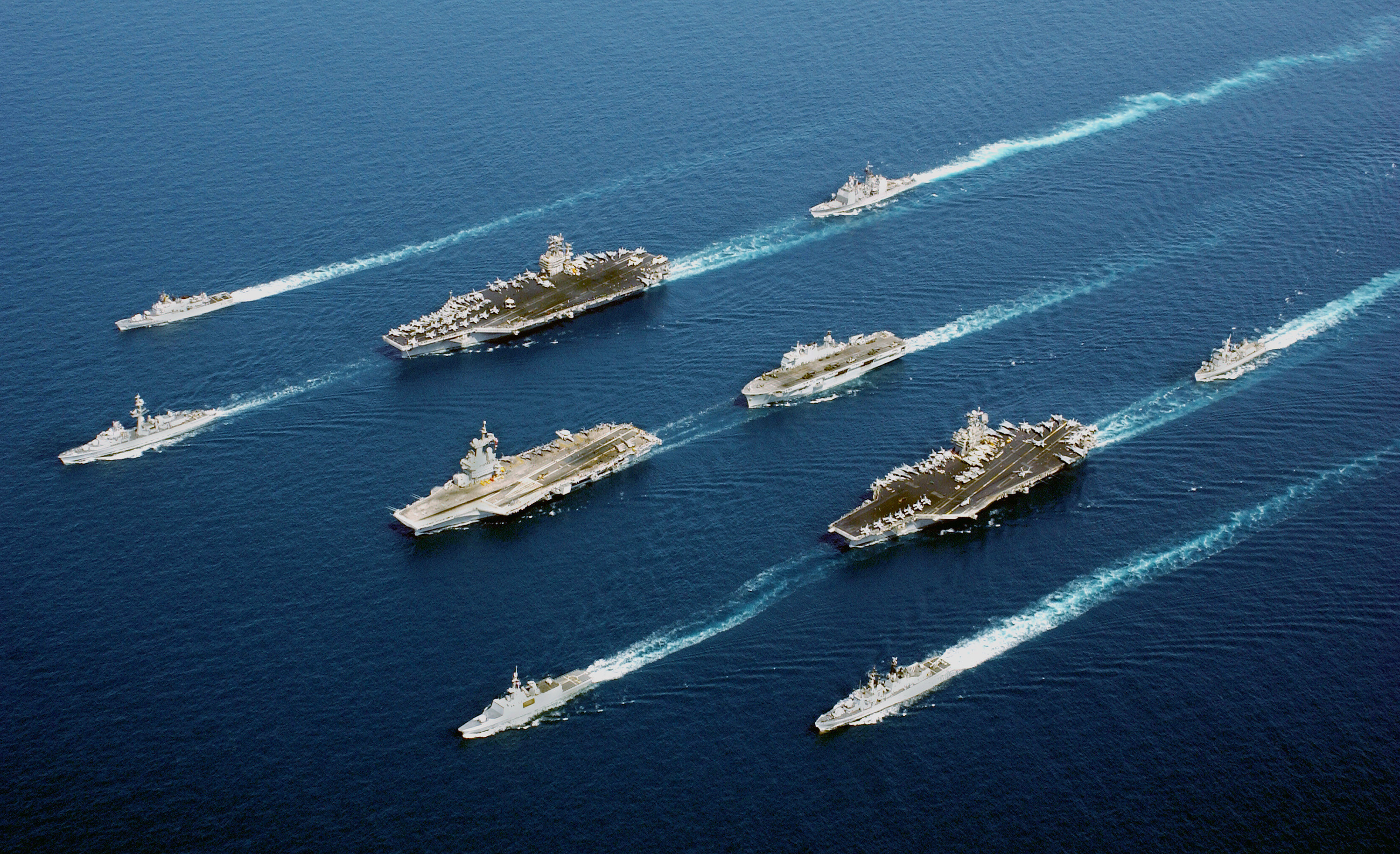
Surcouf parmi les bâtiments de 5 nations engagées dans l'opération Enduring Freedom en mer d'Oman
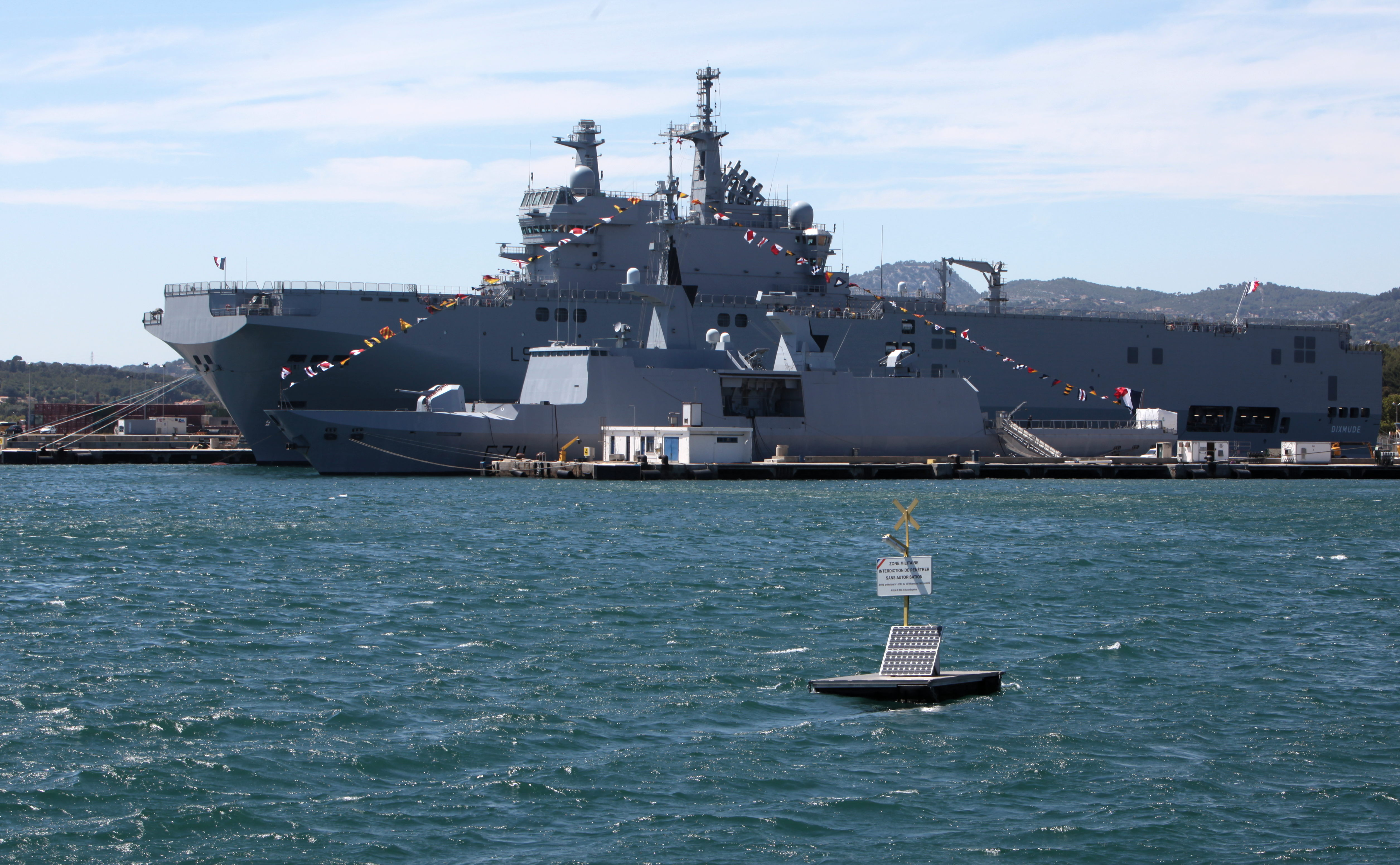
Le Dixmude (L9015) derrière le Surcouf en 2011